# Hrdibořické rybníky
Hrdibořické rybníky este o arie protejată (sit de importanță comunitară — SCI) din Republica Cehă întinsă pe o suprafață de 39,62 ha, integral pe uscat.

## Localizare
Centrul sitului Hrdibořické rybníky este situat la coordonatele 49°29′05″N 17°13′28″E / 49.484722°N 17.224444°E.

## Înființare
Situl Hrdibořické rybníky a fost declarat sit de importanță comunitară în aprilie 2005 pentru a proteja 1 specie de plante.

## Biodiversitate
Situată în ecoregiunea continentală, aria protejată nu include niciun habitat protejat.
La baza desemnării sitului se află o specie protejată de  plante: Angelica palustris.